# البندري مبارك
البندري مبارك، من مواليد 9 ديسمبر 2001، وهي لاعبة كرة قدم سعودية، تلعب بمركز مهاجم، أنضمت البندري للمنتخب السعودي للسيدات سنة 2022، شاركت 4 مباريات، وسجلت 5 أهداف، وهي أول لاعبة سعودية تسجل هدفاً في تاريخ منتخب السعودية لكرة القدم النسائي.

## سجل المشاركات

### دولياً
| المنتخب الوطني | سنة     | ظهور | أهداف |
| -------------- | ------- | ---- | ----- |
| السعودية       | 2022    | 4    | 5     |
| المجموع        | المجموع | 4    | 5     |

| رقم | تاريخ          | منشآة رياضية                                              | المنافس  | هدف | نتيجة | مناسبات     | ملاحظات |
| --- | -------------- | --------------------------------------------------------- | -------- | --- | ----- | ----------- | ------- |
| 1   | 20 فبراير 2022 | ملعب كرة القدم الوطني، ماليه، جزر المالديف                | سيشل     | 1–0 | 2–0   | مباراة ودية | [ 6 ]   |
| 2   | 24 فبراير 2022 | ملعب كرة القدم الوطني، ماليه، جزر المالديف                | المالديف | 1–0 | 2–0   | مباراة ودية | [ 7 ]   |
| 3   | 24 فبراير 2022 | ملعب كرة القدم الوطني، ماليه، جزر المالديف                | المالديف | 2–0 | 2–0   | مباراة ودية | [ 7 ]   |
| 4   | 24 سبتمبر 2022 | مدينة الأمير سلطان بن عبد العزيز الرياضية، أبها، السعودية | بوتان    | 2–3 | 3–3   | مباراة ودية | [ 8 ]   |
| 5   | 28 سبتمبر 2022 | مدينة الأمير سلطان بن عبدالعزيز الرياضية، أبها، السعودية  | بوتان    | 2–4 | 2–4   | مباراة ودية |         |